# Rzemieniewice (gmina Kcynia)
Rzemieniewice – wieś w Polsce położona w województwie kujawsko-pomorskim, w powiecie nakielskim, w gminie Kcynia.
W latach 1975–1998 miejscowość administracyjnie należała do województwa bydgoskiego.